# Wolberg
Wolberg, ou le Wolberg, est un lieu-dit de la ville belge d’Arlon situé en Région wallonne dans la province de Luxembourg, le long de la route nationale 4, à mi-chemin entre le centre-ville et la frontière luxembourgeoise. Il fait partie de la section d'Autelbas. Le lieu est occupé par quelques maisons et commerces, un café toujours en activité, ainsi que par un refuge de la Société protectrice des animaux.
Comme la plupart des villages et hameaux à l'est de la ville d'Arlon, Wolberg fait partie du grand bassin fluvial du Rhin. Le lieu fait partie de la crête séparant les vallées du ruisseau d'Autelbas et de la Durbaach (Clairefontaine), tous deux se jetant dans l'Eisch.
Lors de la construction de la route nationale, il a fallu ici beaucoup tailler dans la colline pour en atténuer le dénivelé, ainsi que détruire les vestiges de la voie romaine Reims-Trèves qui la croise ici dans la montée.